# Estafa de amor (telenovela de 1961)
Estafa de amor es una telenovela mexicana producida por Telesistema Mexicano de Televisa en 1960. Producida y dirigida por Ernesto Alonso.
Esta protagonizada por Amparo Rivelles y Raúl Ramírez. Escrita por Caridad Bravo Adams.

## Reparto
- Carmen Montejo
- Amparo Rivelles
- Raúl Ramírez
- Prudencia Grifell
- Carlos Nieto
- Karina Laverde
- María Antonieta de las Nieves

## Producción
- Producción general y dirección: Ernesto Alonso
- Historia original y adaptación: Caridad Bravo Adams

## Versiones

### Cine
- Estafa de amor - México (1955) con Elsa Aguirre y Ramón Gay
- Estafa de amor - México (1970) con Maricruz Olivier y Jorge Rivero

### Televisión
- En 1968, Telesistema Mexicano (hoy Televisa) realizó, la segunda versión de Estafa de amor, la cual también fue dirigida y producida por Ernesto Alonso y como protagonistas estelarizaron Maricruz Olivier, Enrique Lizalde y Lorena Velázquez, esta última como la gran villana.
- En 1971, la programadora colombiana Producciones Punch produjo para el -entonces recién inaugurado- canal Tele 9 Corazón (actualmente Canal Institucional) su propia versión de Estafa de amor, la cual contó con la adaptación de Bernardo Romero Pereiro y fue dirigida por Bernardo Romero Lozano y protagonizada por Judy Henríquez, Alí Humar y Eduardo Vidal.
- En 1986, Ernesto Alonso llevó a cabo la historia a TV en Televisa por tercera vez y bajo el título El engaño, la cual fue protagonizada por Erika Buenfil y Frank Moro.
- En el año 1999, Televisa realizó una versión de esta telenovela titulada Laberintos de pasión protagonizado por Leticia Calderón y Francisco Gattorno. La historia fue modificada y producida por cuarta (y última) vez por Ernesto Alonso.
- En 2016, se filmó Corazón que miente, una adaptación producida por MaPat López de Zatarain y protagonizada por Thelma Madrigal y Pablo Lyle.